# Nieuwland (Noardeast-Fryslân)
Nieuwland (Fries: Nijlân) is een buurtschap in de gemeente Noardeast-Fryslân, in de Nederlandse provincie Friesland. Nieuwland ligt ten noordoosten van Engwierum, direct ten westen van het Lauwersmeer. De buurtschap ligt aan de gelijknamige, doodlopende weg Nijlân aan de landzijde van de waarschijnlijk 12e-eeuwse zeedijk. 
De buurtschap is niet voorzien van een plaatsnaambord en is alleen te herkennen aan het straatnaambord Nijlân.

## Geschiedenis

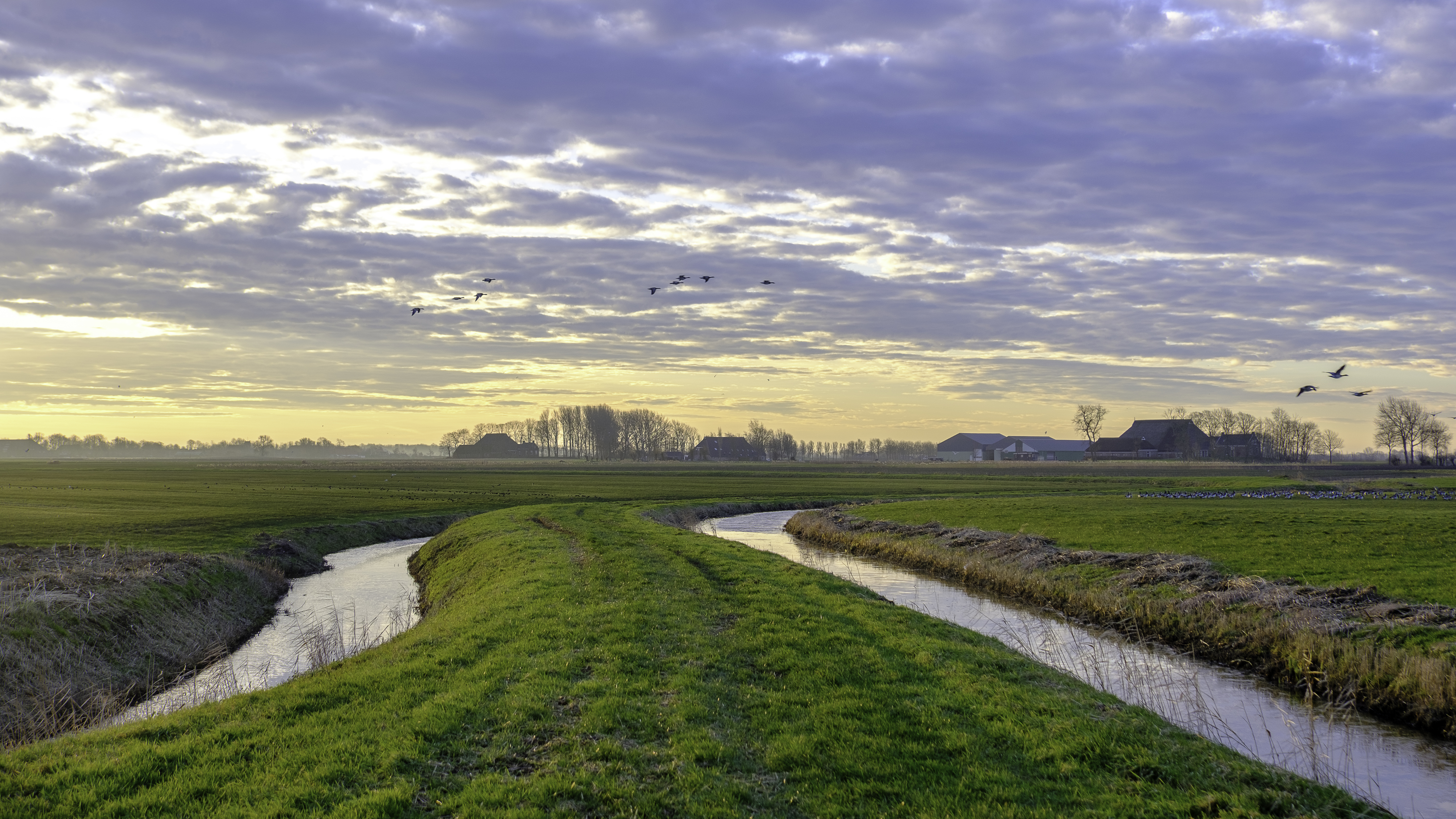
De Nijlânswei gezien vanaf de richting Oudeterp

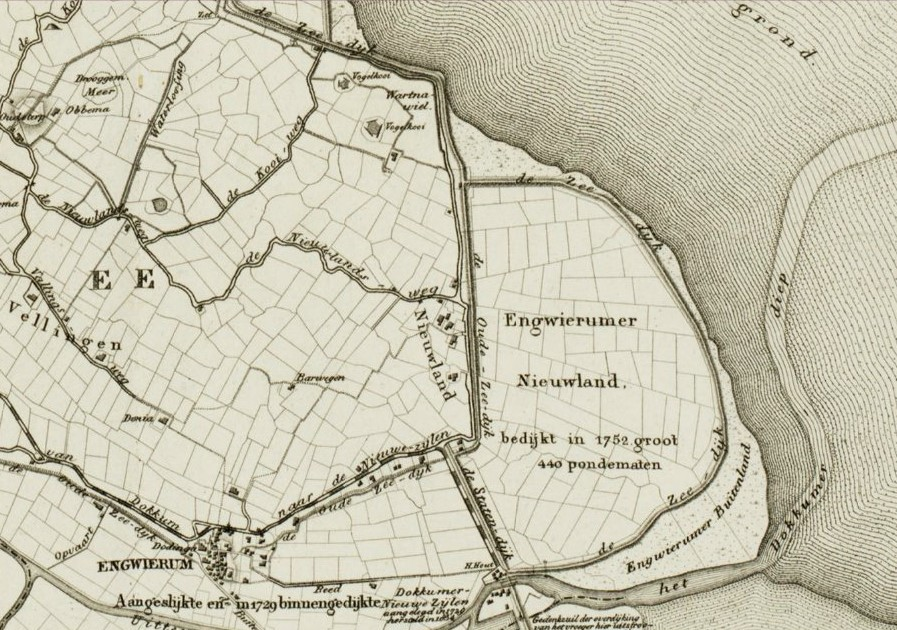
Nieuwland op de kaart van Oostdongeradeel van Eekhoff uit 1855.

In de Schotanusatlas uit 1664 staat een weg ingetekend die de Nijlânswei of Nijlânsreed voor zou kunnen stellen, een eeuwenoude landweg tussen Nieuwland en Oudeterp. Daarbij staan enkele woningen aangegeven, wat erop zou kunnen duiden dat er reeds sprake was van een buurtje. Buiten de zeedijk was al een stuk aangeslibd land te zien, dat aangeduid wordt als het Groen buyten landt.
In de Schotanusatlas uit 1718 staan enkele gebouwen aangegeven. Een gebied buiten de dijken werd nog wel Engwierumer buyten Land genoemd, maar hiernaast werd al een deel als "Nieuw Land" vermeld.
Op de kaart van Eekhoff uit 1849-1859 staat de polder Engwierumer Nieuwland met daarbij nog vermeld: "bedijkt in 1752, groot 440 pondematen". In 1832 was het overgrote deel van de nieuwe polder Nieuwland en het gebied ten noorden van Engwierum in het bezit van vijf eigenaren, onder wie de eerste burgemeester van Leeuwarden, Thijs Feenstra.
In 1739 werd het gebied aangeduid als Engwierumer Uitterlant en in 1857 als Buiten Polder. Tegrnwoordig draagt de polder de naam Engwierumerpolder.
De buurtschap kent enkele 19e-eeuwse boerderijen: Nijlân 8 uit 1834, Nijlân 9 uit 1849, de Kloostermanplaats (Nijlân 16) uit 1869 en de Cooypleats (Nijlân 28) uit 1848.
Nieuwland lag tot de gemeentelijke herindeling van 1984 in de toenmalige gemeente Oostdongeradeel. Daarna viel Nieuwland tot 2019 onder de gemeente Dongeradeel, waarna deze opging in de gemeente Noardeast-Fryslân.

## Eendenkooien
In de directe omgeving van Engwierum bevonden zich zeven eendenkooien. Eenden nemen dan ook een prominente plek in op het wapen van Engwierum. Van de vier resterende kooien bevinden zich twee bij de buurtschap Nieuwland.

### Kooi van Keegstra
Van de twee kooien is de Kooi van Keegstra de oudste en de kleinste. De kooi met zes vangpijpen werd voor het eerst vermeld in 1620, en is zeer waarschijnlijk ontstaan op de plaats van een vroegere dijkdoorbraak. In 1780 kwam de kooi in het bezit van de Dijkcontributie, een waterschap dat de dijken onderhield. De Dijkcontributie verhuurde de kooi vervolgens en liet in 1849 een nieuwe boerderij voor de kooiker bouwen. Sinds 1859 is de familie Keegstra op deze kooi actief en sinds 1980 is zij eveneens eigenaar. In 2017 werd aan de kooi groot onderhoud verricht.

### Talmakooi
In 1717 bouwde Jacob Bodes (ca. 1689 - ca. 1755) zo'n 200 meter zuidelijker een tweede eendenkooi met eveneens zes vangpijpen. Bodes was afkomstig uit een familie van kooikers en eerder had hij al de twee eendenkooien bij Teerd in huur. Hij was een zeer verdienstelijk kooiker en werd zelfs gevraagd een eendenkooi te bouwen bij het buitenverblijf van de keizer van het Heilige Roomse Rijk, Frans I Stefan nabij Holíč in het huidige Slowakije.
De eendenkooi bij Nieuwland kwam vervolgens in het bezit van de Harlinger familie Talma. Pijbo Talma erfde de eendenkooi en bijbehorende boerderij van zijn vader in 1765. In 1832 was de kooi in handen van Aritius Sybrandus Talma, griffier te Dokkum, en grootvader van de politicus Syb Talma. De huidige eigenaar wil de kooi een meer educatieve functie geven en heeft deze eenmaal opengesteld voor publiek.
Ook deze kooi werd in 2017 hersteld.

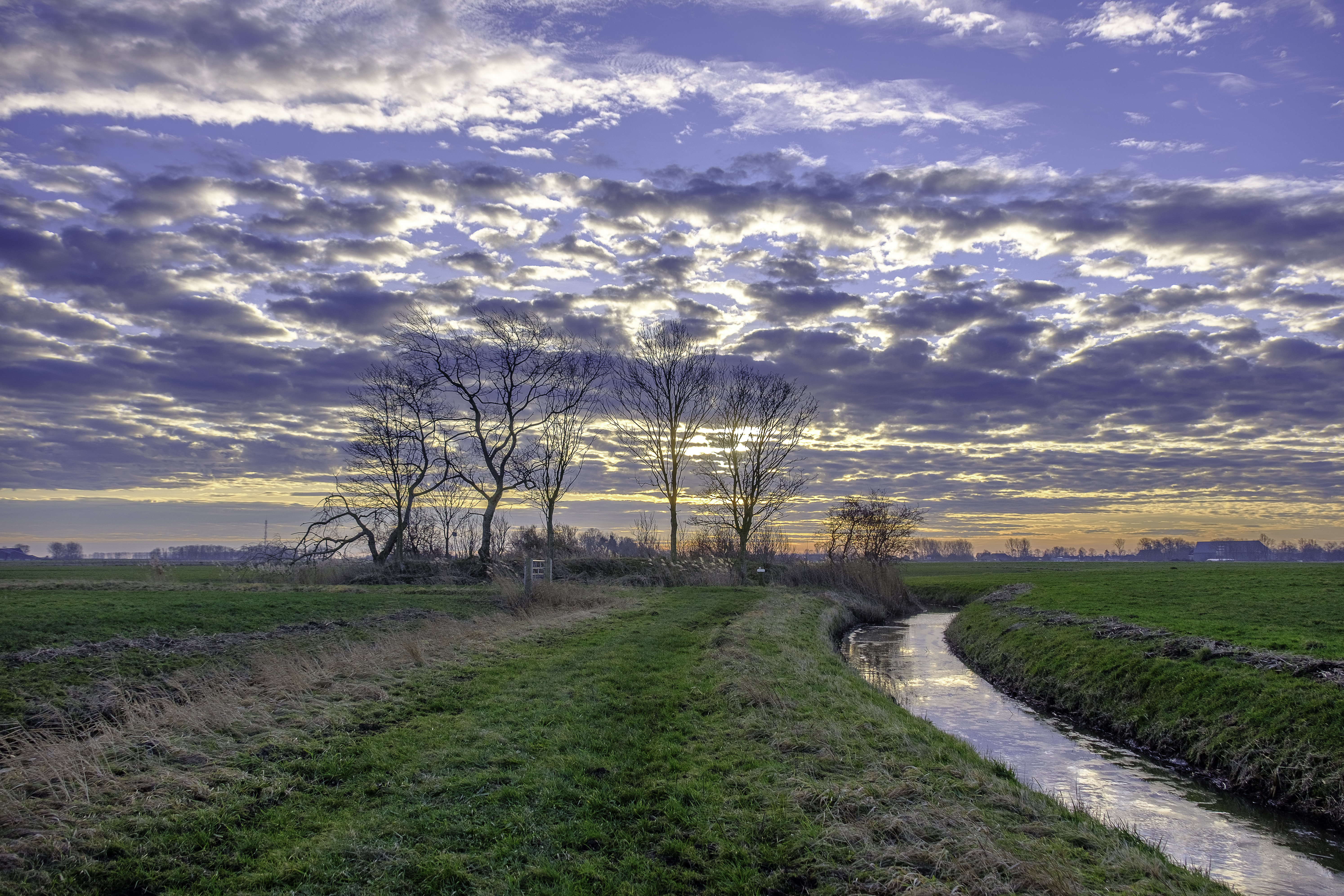
Voormalige huisstede aan de Nijlânswei ten westen van Nieuwland.
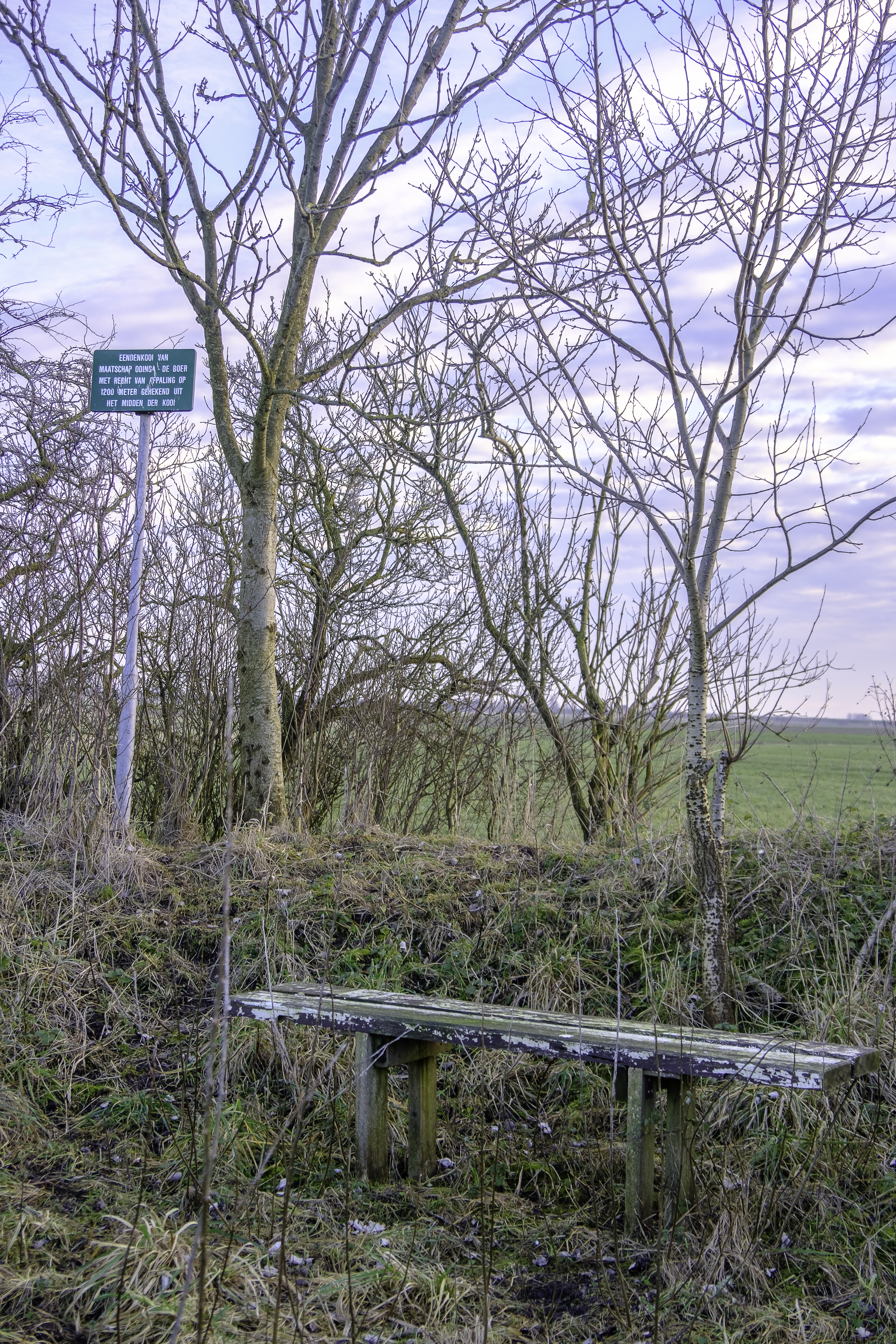
Bord met afpalingsrecht van de Kooi van Keegstra ten zuidwesten van de eendenkooi aan de Nijlânswei.
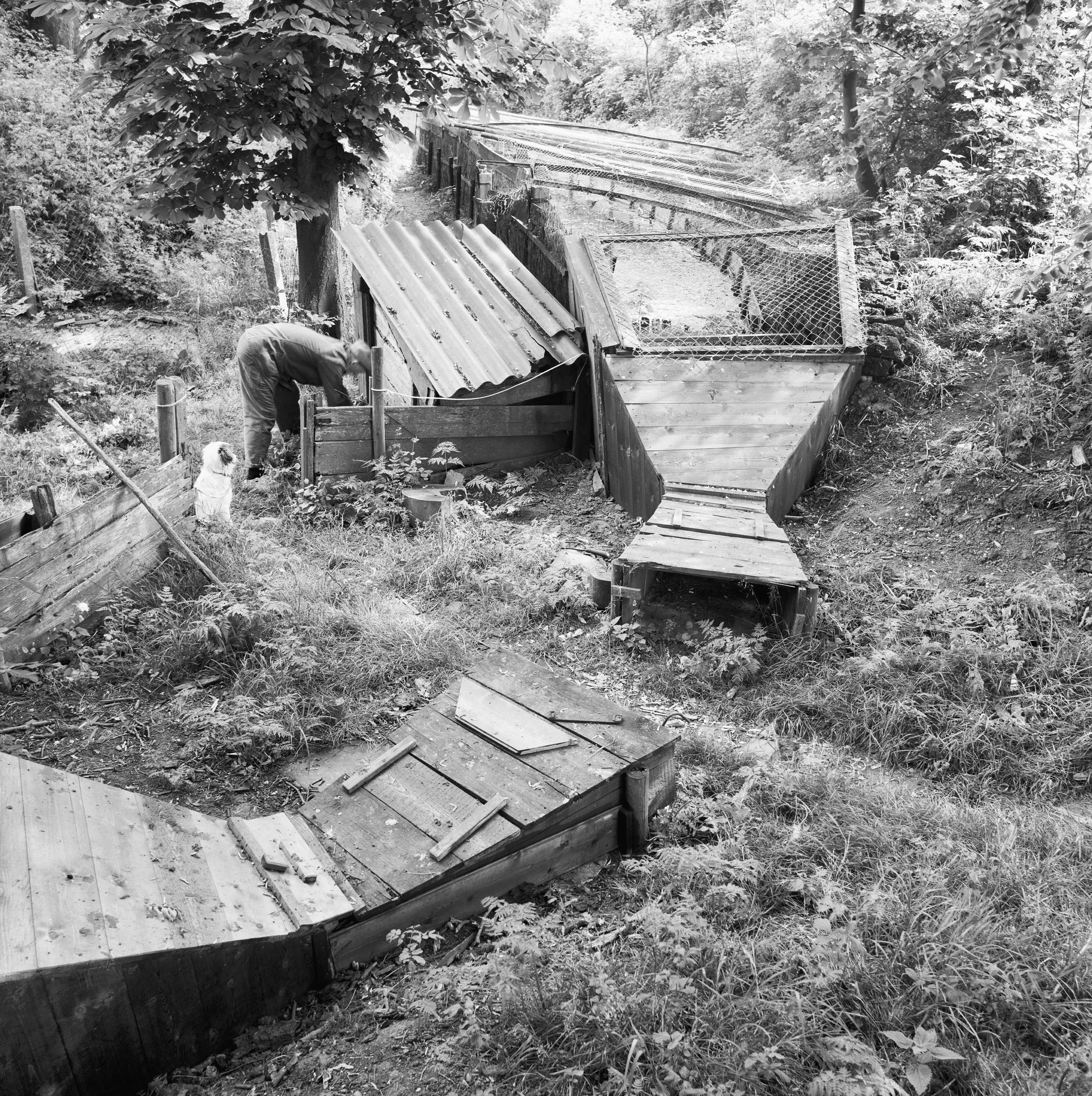
De Talmakooi in 1982.
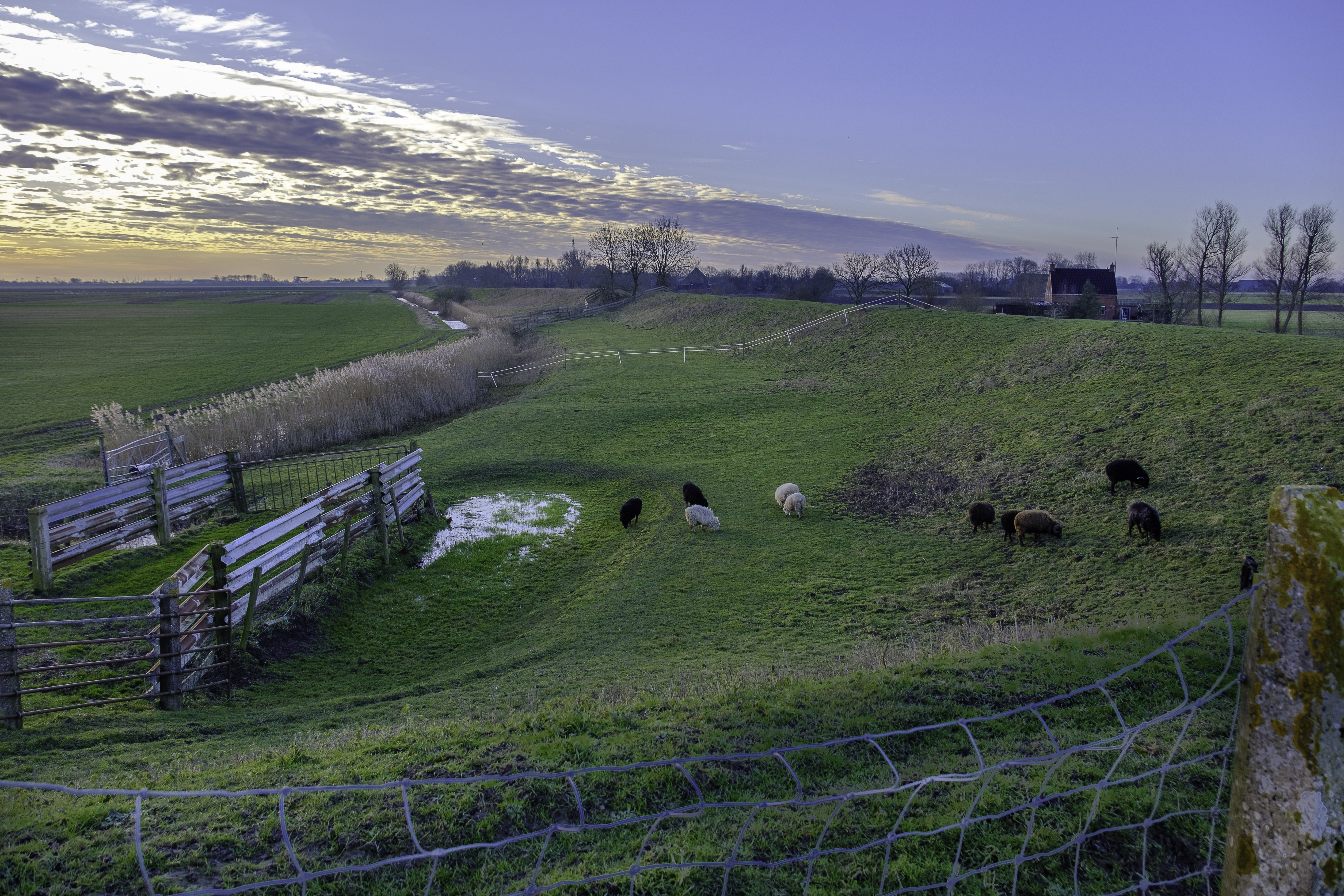
Buitenzijde van de 12e-eeuwse dijk bij Nieuwland

Steden, dorpen en gehuchten: Aalsum · Anjum · Augsbuurt · Birdaard · Blija · Bornwird · Brantgum · Burum · Dokkum · Ee · Engwierum · Ferwerd · Foudgum · Genum · Hallum · Hantum · Hantumeruitburen · Hantumhuizen · Hiaure · Hogebeintum · Holwerd · Janum · Jislum · Jouswier · Kollum · Kollumerpomp · Kollumerzwaag · Lichtaard · Lioessens · Marrum · Metslawier · Munnekezijl · Moddergat · Morra · Nes · Niawier · Oosternijkerk · Oostmahorn · Oostrum · Oudwoude · Paesens · Raard · Reitsum · Ternaard · Triemen · Veenklooster · Waaxens · Wanswerd · Warfstermolen · Westergeest · Wetsens · Wierum · Zwagerbosch

Buurtschappen: Abbewier · Bartlehiem (deels) · Beintemahuis · Betterwird · Bollingawier · Bonte Hond · Bornwirdhuizen · Boteburen · Brandeburen · De Dellen · De Keegen · De Kolk · De Leegte · De Rijp · De Wirden · De Schans · Dijkshorne · Dokkumer Nieuwe Zijlen · Drieboerehuizen · Ezumazijl · Groot Medhuizen · Halfweg · Hallumerhoek · Hanenburg · Hantumerhoek · Huis ter Noord · Kettingwier · Klein Medhuizen · Kletterbuurt · Kollumeroudzijl · Krabburen · Laagland · Lutkewier · Molenbuurt · Nieuwland · Oudeterp · Oudwouderzijlen · Reidswal · Scharnehuizen · Stiem · Teerd · Teijeburen · Tergracht (deels) · Ter Lune · Tibma · Tilburen · Tiltjeburen · Vaardeburen · Veldburen · Vijfhuizen (Hallum) · Vijfhuizen (Ternaard) · Visbuurt · Weerdeburen · Westerburen · Westernijkerk · Wie · Wijgeest · Zevenhuizen

Streken: 't Schoor · Galilea · It Paradyske · Lutkelaard · Sibrandahuis · Steenharst · Steenvak · Wildpad (deels) · Zandbulten · Zwagerveen

Friesland: Steden en dorpen      Nederland: Provincies · Gemeenten